# بريان بيتمان
بريان بيتمان (بالإنجليزية: Bryan Pittman)‏ هو لاعب كرة قدم أمريكية أمريكي، ولد في 20 يناير 1977 في تاكوما في الولايات المتحدة.

## وصلات خارجية
- بريان بيتمان على موقع مرجع كرة القدم المحترفة.كوم (الإنجليزية)